# Neca (brazylijski piłkarz)
Neca, właśc. Antônio Rodrigues Filho (ur. 15 kwietnia 1950 w Rio Grande) – brazylijski piłkarz, występujący podczas kariery na pozycji napastnika.

## Kariera klubowa
Neca karierę piłkarską rozpoczął w klubie Esportivo Bento Gonçalves w 1969 roku. W 1974 roku został zawodnikiem Goiás EC. W Goiás 30 czerwca 1974 w przegranym 0-1 meczu z Portuguesą Neca zadebiutował w lidze brazylijskiej. W latach 1975–1976 występował w Grêmio Porto Alegre. Po krótkich epizodach w Corinthians Paulista i Cruzeiro EC (mistrzostwo stanu Minas Gerais – Campeonato Mineiro w 1977) Neca trafił do São Paulo FC.
Z São Paulo zdobył mistrzostwo Brazylii w 1977 roku. Ogółem w barwach São Paulo rozegrał 103 spotkania, w których strzelił 27 bramek. W 1980 Neca występował we Américe FC (RJ). W Américe 4 maja 1980 w zremisowanym 2-2 meczu z Joinville EC Neca po raz ostatni wystąpił w lidze. Ogółem w latach 1974–1980 w lidze brazylijskiej wystąpił w 109 meczach, w których strzelił 36 bramek. Karierę zakończył w FC Rio-Grandense w 1987 roku.

## Kariera reprezentacyjna
Neca w reprezentacji Brazylii zadebiutował 19 maja 1976 w wygranym 2-0 meczu z reprezentacją Argentyny w rozgrywkach Copa del Atlántico 1976. Był to udany debiut, gdyż Neca w 88 min. ustalił wynik meczu. Ostatni raz w reprezentacji Neca wystąpił 6 października 1976 w przegranym 0-2 meczu z CR Flamengo. Ogółem w reprezentacji wystąpił w trzech meczach (obok tego wystąpił w 2 nieoficjalnych), w których strzelił bramkę.
| Mecze i gole w reprezentacji | Mecze i gole w reprezentacji | Mecze i gole w reprezentacji | Mecze i gole w reprezentacji | Mecze i gole w reprezentacji | Mecze i gole w reprezentacji | Mecze i gole w reprezentacji |
| #                            | Data                         | Miasto                       | Przeciwnik                   | Gol                          | Wynik                        | Rozgrywki                    |
| ---------------------------- | ---------------------------- | ---------------------------- | ---------------------------- | ---------------------------- | ---------------------------- | ---------------------------- |
| 1.                           | 19.05.1976                   | Rio de Janeiro               | Argentyna                    | Gol                          | 2:0                          | Copa del Atlantico 1976      |
| 2.                           | 23.05.1976                   | Los Angeles                  | Anglia                       |                              | 1:0                          | USA Bicentenary Cup          |
| N1.                          | 02.06.1976                   | San Francisco                | UNAM Meksyk                  |                              | 4:3                          | towarzyski                   |
| 3.                           | 09.06.1976                   | Rio de Janeiro               | Paragwaj                     |                              | 3:1                          | Copa del Atlantico 1976      |
| N2.                          | 06.10.1976                   | Rio de Janeiro               | CR Flamengo                  |                              | 0:2                          | towarzyski                   |